# Auty
Auty (okzitanisch: Autí) ist eine französische Gemeinde mit 144 Einwohnern (Stand: 1. Januar 2022) im Département Tarn-et-Garonne in der Region Okzitanien (vor 2016: Midi-Pyrénées). Die Gemeinde liegt im Arrondissement Montauban und ist Teil des Kantons Quercy-Aveyron (bis 2015: Kanton Molières). Die Einwohner werden Autissois genannt.

## Geografische Lage

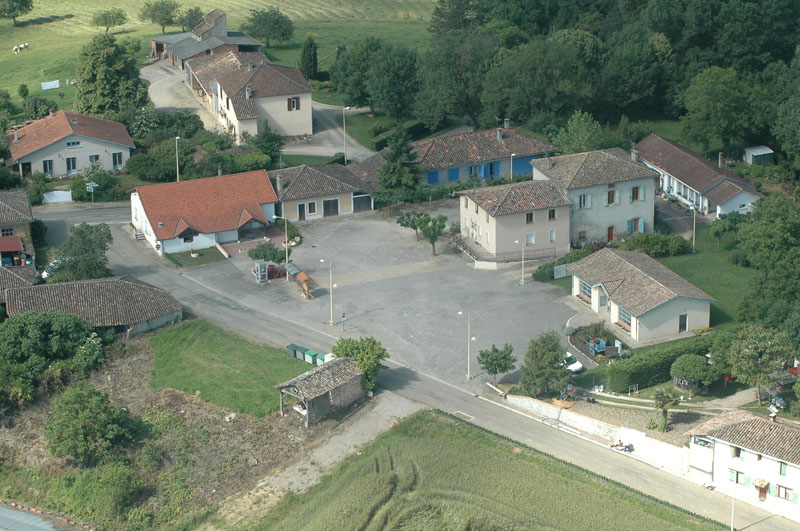
Blick auf Auty

Auty liegt etwa 21 Kilometer nordnordöstlich von Montauban im Quercy. Umgeben wird Auty von den Nachbargemeinden Montpezat-de-Quercy im Norden, Montalzat im Osten, Saint-Vincent-d’Autéjac im Süden sowie Molières im Westen.

## Einwohnerentwicklung
| Jahr      | 1962 | 1968 | 1975 | 1982 | 1990 | 1999 | 2006 | 2013 |
| --------- | ---- | ---- | ---- | ---- | ---- | ---- | ---- | ---- |
| Einwohner | 189  | 183  | 129  | 150  | 148  | 122  | 116  | 140  |

## Sehenswürdigkeiten
- Kirche Saint-Martin in Labarthe aus dem 17. Jahrhundert

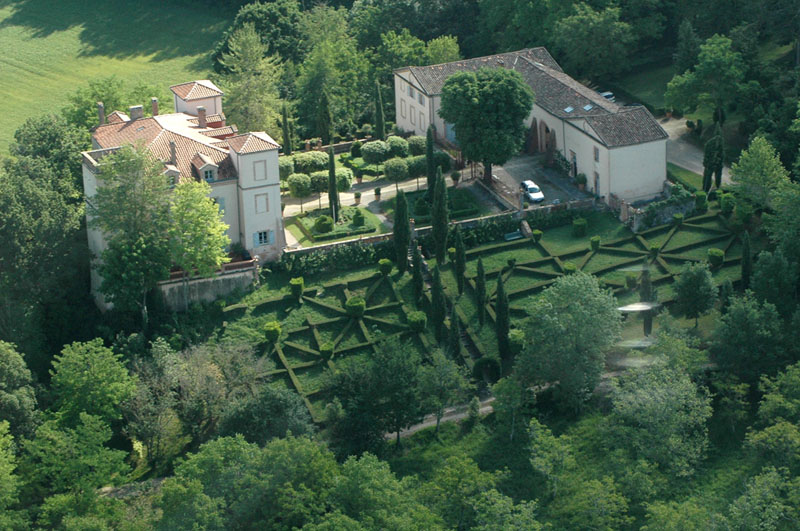
Schloss Auty

- Schloss Auty